# Шабринский биологический заказник
Шабринский биологический заказник (белор. Шабрынскі біялагічны заказнік) — биологический заказник в Беларуси, в западной части Добрушского района Гомельской области. Располагался к югу от Марьино. Площадь 3,3 тысячи га.
Создан в 1978 году с целью охраны дикорастущих лекарственных растений. На территории заказника запрещается проведение осушительных работ, добыча торфа, пастьба скота и сенокошение ранее сроков, обеспечивающих семенное возобновление растений, а также сбор ягод (черники, брусники и других) при помощи механических приспособлений (гребёнок,  скребков,  и  других).
Упразднён в 2007 году.